# Alain Aspect
Alain Aspect (* 15. června 1947, Agen, Francie) je francouzský fyzik, který je známý především díky práci v oblasti experimentálního ověřování kvantového provázání. 
V roce 2022 získal společně s americkým fyzikem Johnem F. Clauserem a rakouským fyzikem Antonem Zeilingerem Nobelovu cenu za experimenty s provázanými fotony v oblasti kvantové mechaniky.

## Vzdělání
Aspect je absolventem École normale supérieure de Cachan, kterou dokončil v roce 1965. Poté získal ještě magisterský titul na Université d'Orsay v roce 1969. Následovala tříletá vojenská služba, během níž vyučoval v Kamerunu.
Na počátku roku 1980, když pracoval na své disertační práci, vykonal experimenty, které měly prověřit platnost Bellových nerovností.  Tyto experimenty ukázaly, že pravděpodobně skutečně v kvantové mechanice existuje působení na dálku, které poprvé formulovali Albert Einstein, Boris Podolsky a Nathan Rosen ve známém EPR paradoxu. Když jsou dvě částice odděleny libovolně velkou vzdáleností, korelace mezi jejich vlnovými funkcemi zůstává zachována, jako by byly součástí jedné vlnové funkce, která není narušena dokud není jedna z částic měřena.

## Výzkum
Pokud je kvantová teorie správná, určení směru osy polarizace fotonu, nutící vlnovou funkci ke kolapsu v této ose, bude mít vliv na měření částice dvojčete tohoto fotonu. Tento jev se vyskytuje bez ohledu na neznalost experimentátora jaké osy byly vybrány vzdálenými kolegy. Jev se rovněž vyskytuje i ve vzdálenostech, pro které je nemožná jakákoli komunikace mezi fotony i rychlostí světla.
Aspectovy experimenty byly po experimentech Stuarta Freedmana a Johna Clausera další, které poskytly důkazy že jsou Bellovy nerovnosti porušeny. Nicméně výsledky nebyly zcela průkazné, protože obsahovaly takzvané mezery, které umožňují alternativní vysvětlení, která jsou v souladu s lokálním realismem. Tyto alternativy jsou takzvané lokální teorie se skrytými parametry.
Experiment poskytl silný důkaz, že kvantová událost na jednom místě může ovlivnit událost na jiném místě bez zjevného mechanismu pro komunikaci mezi těmito dvěma místy. Albert Einstein to nazval "strašidelným působením na dálku". Nicméně tyto experimenty neumožňují komunikaci rychlostí vyšší než je rychlost světla, protože kvantové události se zdají být ze své podstaty náhodné.
Dále se věnoval výzkumu laserového chlazení neutrálních atomů a experimentům na vytváření Boseho-Einsteinových kondenzátů.

## Ocenění
Za svou práci na Bellových nerovnostech získal v roce 2010 Wolfovu cenu za fyziku. Dále získal roku 2012 medaili Alberta Einsteina.
Nobelovu cenu za fyziku za rok 2022 získali Alain Aspect, John F. Clauser a Anton Zeilinger za experimenty s kvantově provázanými fotony, které vedly k rozvoji kvantových počítačů. Tři fyzici – z Francie, USA a Rakouska – pracovali nezávisle na sobě.